# His (Górna Garonna)
His – miejscowość i gmina we Francji, w regionie Oksytania, w departamencie Górna Garonna.
Według danych na rok 1990 gminę zamieszkiwały 192 osoby, a gęstość zaludnienia wynosiła 38 osób/km² (wśród 3020 gmin regionu Midi-Pireneje His plasuje się na 871. miejscu pod względem liczby ludności, natomiast pod względem powierzchni na miejscu 1485.).